# Liste de points extrêmes du Népal

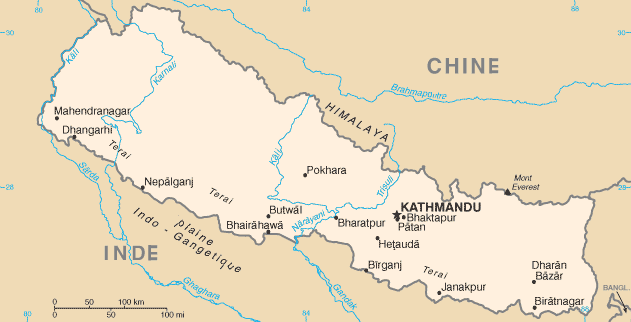
Carte du Népal

Cet article donne une liste de points extrêmes du Népal.

## Latitude et longitude
- Nord : 30° 26′ 51″ N, 81° 37′ 12″ E : frontière avec la Chine
- Est : 26° 46′ 19″ N, 88° 11′ 15″ E : frontière avec l'Inde
- Ouest : 28° 54′ 59″ N, 80° 03′ 30″ E : frontière avec l'Inde
- Sud : 26° 20′ 55″ N, 87° 20′ 25″ E : frontière avec l'Inde

## Altitude
- Maximale : 8 849 m Mont Everest 27° 56′ 58″ N, 86° 55′ 28″ E
- Minimale : 70 m Kanchan Kalan[1],[2] 26° 22′ 23″ N, 88° 01′ 22″ E

Le Nepal compte 8 des 10 plus hauts sommets du monde, et un important écart d'altitude dans un rayon d'à peine 200 km.